# Caféiculture au Guatemala
Pour un article plus général, voir Caféiculture.

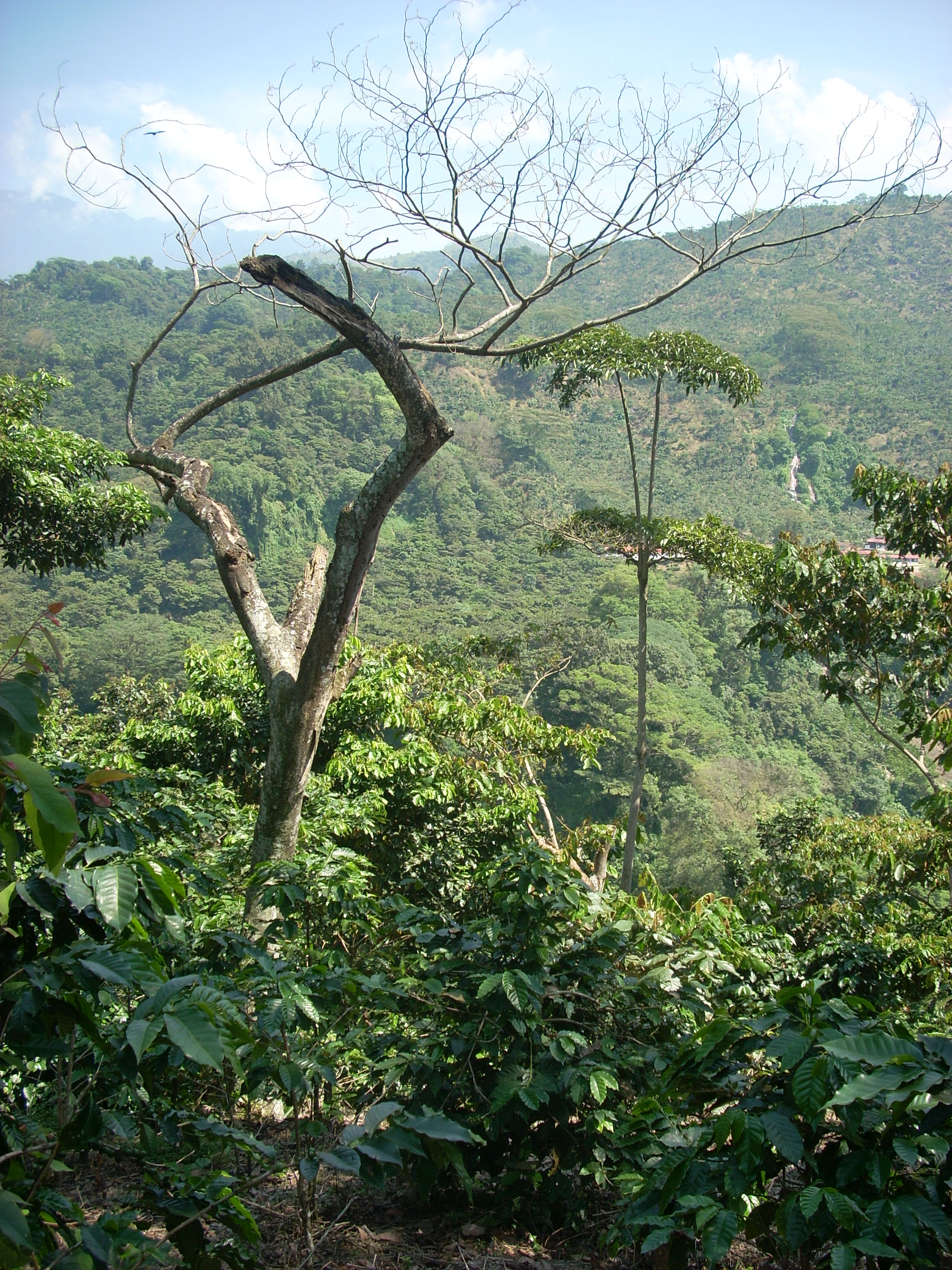
La plantation de café de Las Merceditas près de San Rafael Pie de La Cuesta.

La culture caféière au Guatemala représente une part importante de l'économie nationale. Le pays a été le premier producteur de café d'Amérique centrale durant une grande partie du XXe siècle. Il a été dépassé par le Honduras en 2011, bien que les statistiques officielles ne prennent pas en compte les exportations illégales vers le Mexique et le Honduras.

## Géographie
La température idéale pour la culture du caféier au Guatemala se situe entre 16 et 32 °C.
Sur les terrains situés entre 500 et 700 mètres d'altitude, les jeunes plants doivent être cultivés dans une zone ombragée. À partir de 1 500 mètres, les plantations doivent être mises à l'abri des vents froid d'altitude.
La plupart des plantations sont situées à une altitude comprise entre 500 et 5 000 mètres d'altitude.

## Histoire
L'industrie du café commença à se développer au Guatemala dans les années 1850-1860 dans les élevages de cochenille et dans le sillage des progrès effectués en ce domaine par d'autres pays d' Amérique centrale.
De petites plantations dédiées au café commencèrent à se créer dans le sud-ouest du pays, dans les régions d'Amatitlán et d'Antigua. Mais les premières plantations eurent du mal à se développer à cause d'un manque d'expérience et d'infrastructures, et beaucoup de cultivateurs se sont vu contraints de contracter des emprunts ou de se faire prêter de l'argent par leur famille pour financer l'exploitation de leur plantation. C'est ainsi que la production caféière guatémaltèque tomba aux mains d'entrepreneurs étrangers possédant les fonds nécessaires pour investir dans les plantations locales.

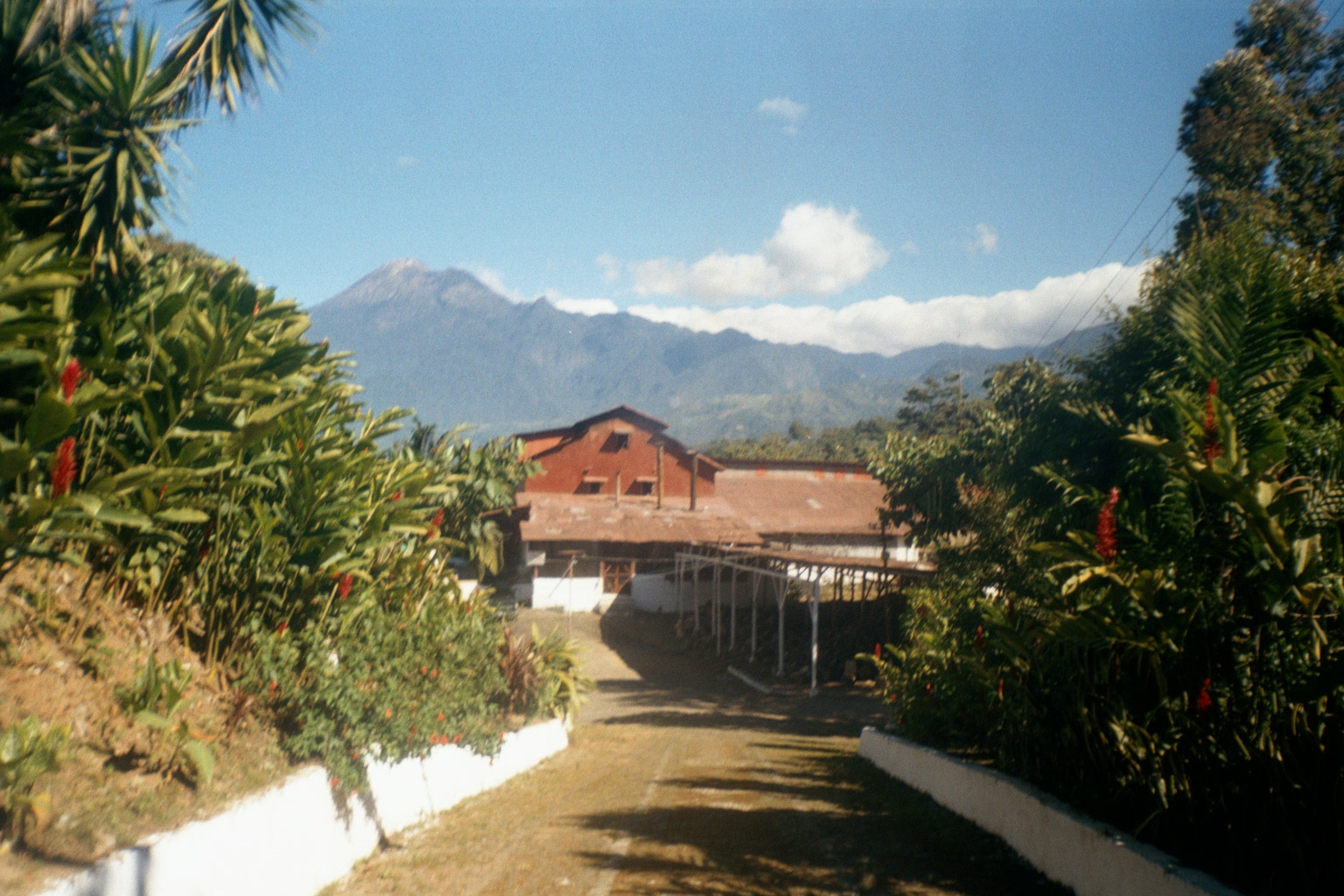
Finca El Platanillo, près de San Rafael Pie de La Cuesta dans le département de San Marcos.

Le manque de main-d'œuvre constitua le principal obstacle au développement rapide de la production. En majeure partie destinée à l'exportation, celle-ci passa de 22 000 à 24 000 tonnes par an entre 1887 et 1891.
Des Allemands attirés par la culture du café dans l'Alta Verapaz s'installent principalement à Cobán et dans les montagnes à la frontière avec le Chiapas (Mexique).
Au début du XXe siècle, les plus importantes plantations de café du pays se trouvaient sur la côté sud du pays, là où les variétés de qualité supérieure se cultivaient le mieux, près de la capitale, et dans les environs de Chimaltenango et Verapaz.